# The Road: Part 1
| Совокупная оценка    | Совокупная оценка |
| Источник             | Оценка            |
| -------------------- | ----------------- |
| Metacritic           | 71/100            |
| Оценки критиков      |                   |
| Источник             | Оценка            |
| AllMusic             | [ 2 ]             |
| The Guardian         | [ 3 ]             |
| The Irish Times      | [ 4 ]             |
| The Line of Best Fit | 8/10              |
| Magnet               | 9/10              |
| Mixmag               | 7/10              |
| PopMatters           | 8/10              |
| Q                    | [ 9 ]             |
| Record Collector     | [ 10 ]            |
| Slant Magazine       | [ 11 ]            |

The Road: Part I — пятый студийный альбом британского электронного проекта Unkle, выпущенный 18 августа 2017 года.

## Создание альбома
Альбом стал первым после семилетнего перерыва и был записан в Великобритании, Европе и Лос-Анджелесе.
В его создании вместе с основателем и вдохновителем Unkle Джеймсом Лавелем принял участие большой набор достаточно разноплановых музыкантов, среди которых были автор песен и основатель Screaming Trees Марк Ланеган, гитарист Primal Scream Эндрю Иннес, гитарист и клавишник Queens Of The Stone Age Трой Ван Леувен, солистка The Duke Spirit Лейла Мосс, соул-певица Eska и рэпер Элиотт Пауэр.
Некоторые критики в качестве источника вдохновения для альбома называют одноимённый пост-апокалиптический роман Кормака Маккарти «Дорога».

## Трек-лист
| №   | Название | Длительность |
| --- | --- | ------------ |
| 1.  | «Iter I: Have You Looked at Yourself»                                                                            | 0:49         |
| 2.  | «Farewell» (при уч. Ysée, Eska, Elliott Power, Keaton Henson, Liela Moss, Mink, Dhani Harrison and Steven Young) | 6:16         |
| 3.  | «Looking for the Rain» (при уч. Mark Lanegan, Eska and Twiggy Ramirez)                                           | 6:01         |
| 4.  | «Cowboys or Indians» (при уч. Elliott Power, Mink and Ysée)                                                      | 6:20         |
| 5.  | «Iter II: How Do You Feel»                                                                                       | 1:06         |
| 6.  | «Nowhere to Run/Bandits» (при уч. Twiggy Ramirez)                                                                | 5:34         |
| 7.  | «Iter III: Keep on Runnin'»                                                                                      | 0:56         |
| 8.  | «Stole Enough» (при уч. Mink)                                                                                    | 3:09         |
| 9.  | «Arm's Length» (при уч. Elliott Power, Mink and Callum Finn)                                                     | 4:56         |
| 10. | «Iter IV: We Are Stardust»                                                                                       | 0:59         |
| 11. | «Sonata» (при уч. Keaton Henson)                                                                                 | 5:18         |
| 12. | «The Road» (при уч. Eska)                                                                                        | 6:22         |
| 13. | «Iter V: Friend or Foe»                                                                                          | 0:33         |
| 14. | «Sunrise (Always Come Around)» (при уч. Liela Moss)                                                              | 6:42         |
| 15. | «Sick Lullaby» (при уч. Keaton Henson)                                                                           | 4:33         |
| 16. | «Looking for the Rain» ((Trentemøller Rework)" [Japanese bonus track])                                           | 4:57         |

## Видеоклипы
- Looking for the Rain
- The Road

## Критика и отзывы
Дэйв Симпсон из The Guardian охарактеризовал The Road. pt 1 как «кинематографичный, оркестровый и меланхоличный», дав 3 балла из 5 и отметив, что состав приглашённых музыкантов «не настолько звёздный, но эффектный».
Майк Шиллер в рецензии на PopMatters назвал альбом отличной демонстрацией таланта Лавеля и дал оценку 8 баллов.
Дженнифер Гэннон из The Irish Times сравнила пластинку с саундтреком для апокалипсиса, назвав её «суровой работой» и дав 4 балла из 5.
Макс Хаген в рецензии на сайте лейбла «СОЮЗ» назвал альбом «размеренным и в чём-то задумчивым» и оценил его как крепчайшую работу, хотя она и «не открывает каких-то новых музыкальных горизонтов».